# Флайтбертах Уа Нейлл
Флайтбертах Уа Нейлл (Флатбертах; англ. Flaithbertach Ua Néill; 977—1036) — король Айлеха (1004—1031, 1033—1036), королевства на северо-западе Ирландии. Он отрекся от престола в 1031 году и совершил паломничество в Рим, за что был известен как
Флайтбертах Ан Тростаин (Flaithbertach of the Pilgrim’s staff). После смерти своего сына Аэда в 1033 году Флайтбертах возобновил руководство Северным Уи Нейллами.

## Исторический фон
Сын Муйрхертаха мак Домнайлла (? — 977) и внук верховного короля Ирландии Домналла Уа Нейлла (956—980). Принадлежал к северной ветви Кенел нЭогайн Северных Уи Нейлл. Более поздний род О’Нил (ирландский Ua Néill), короли Тир Эогайна и более поздние графы Тирона, происходили от ветви Флайтбертаха Кенел нЭогайн и были названы в честь его прапрадеда Ниалла Глундуба. Соперничающая ветвь Кенел нЭогайн, Мак Лохлайнн, которая будет иметь важное значение после жизни Флайтбертаха, вероятно, происходила от брата Ниалла Глундуба Домналла Мак Аэды. Большей частью провинции Ольстер, от реки Банн на востоке до реки Фойл на западе, правили Кенел нЭогайн и их многочисленные вассалы, из которых короли Айргиаллы были наиболее важными. Их собственные земли включали большую часть современного графства Лондондерри и графства Тирон, которое носит их имя, простираясь от Лох-Ней до Лох-Фойла и на север до Инишоуэна. На востоке лежало королевство Ольстер, сведенное к немногим более чем современному графству Даун и южному графству Антрим. На западе Тир Конайлл (современное графство Донегол) был разделен между ветвями другого рода Уи Нейлов, Кенел Конайлл, а на юге королевства Брейфне и Миде.
Короли Айлеха из рода Кенел нЭогайн первоначально базировались в Инишоуэне. Однако к IX веку власть Кенел нЭогайн распространилась на восток, на земли, которые когда-то принадлежали королевствам Ольстер и Айргиалла, и короли были торжественно провозглашены в Тулах Оке (ФортТуллихог, графство Тирон) и похоронены в Арме. Хотя Арма и не находилась непосредственно под контролем королей Айлеха, она была подвержена их влиянию, и записано, что короли держали там свой дом. Хотя церковная провинция Арма была разделена на синоде Келл-Меллифонта в 1152 году, её власть над церквями севера и центра Ирландии во времена Флайтбертаха была намного больше, о чем свидетельствуют более ранние границы между провинциями, установленные на синоде Райт-Брессайла в 1111 году, который разделил Ирландию между Армой и Кашелем. Арма была не только городом Святого Патрика, но и в какой-то мере городом Кенел нЭогайн. Другие крупные церкви в регионе, созданные после реформ XII века, включали колумбские церкви Дерри и Рафо, а также патрицианские церкви Лаута, Магеры и Коннора.

## Биография

### Жизнь до битвы при Клонтарфе
Дата рождения Флайтбертаха точно не известна, но его отец Муйрхертах был убит в 977 году королем Дублина Анлавом Квараном . Позднее дополнение к Анналам Ульстера утверждает, что Флайтбертах родился в том же году. Его матерью была Крез Кумал из клана Уи Майн . Его дед Домналл Уа Нейлл, верховный король Ирландии умер в 980 году, и царствование Айлеха сначала перешло к Фергалу Мак Домнейлу мак Конайнгу, который, возможно, отрекся от престола в 989 году и умер в 1001 году. За Фергалом последовал, возможно, через несколько лет, дядя Флайтбертаха Аэд Мак Домнайлл, которому, как говорят, было всего лишь 29 лет и на 10-м году его правления в момент его смерти в 1004 году.
Первое сообщение о Флайтбертахе относится к 1005 году, когда он возглавил набег на Лейт-Катайл, часть королевства Ольстер, где был убит король Лейт-Катайла, Аэд Мак Томмалтайг. Флайтбертах снова совершил набег на Лейт-Катайл в 1007 году, убив преемника Аэда Ку Улада. В 1005 году верховный король Ирландии Бриан Бору прибыл в Арму с большой армией и вынудил Флайтбертаха признать свой сюзеренитет. Бриан в 1006 и 1007 годах дважды посещал Ольстер, и тогда он забрал некоторых заложников, которых Флайтбертах получил из Ольстера, силой, согласно Анналам Инишфаллена. Возможно, примерно в это же время Флайтбертах женился на дочери Бриана Бе Бинн. Среди их детей были Аэд и Домналл.
Флайтбертах продолжал вести себя агрессивно по отношению к своим соседям. В 1009 году он приказал ослепить и умертвить короля Кенел Конайлла, а позже в том же году совершил набег на центральную равнину вплоть до нижнего течения реки Бойн. Эти действия привели Бриана обратно на север в 1010 году, вновь вынудил Флайтбертаха признать свою покорность и, взяв заложников из Кенел нЭогайн, двинулся обратно домой в Кинкору. Кенел Конайл был захвачен в 1011 году, на этот раз Флайтбертах действовал как союзник Бриана, его армия сопровождала сыновей Бриана Домналла и Мурхада. Вторая экспедиция самого Бриана в конце года привела к подчинению Кенел Конайлла. Однако Флайтбертах вернулся к своим старым обычаям и снова атаковал Ольстер, захватив Дун Эхдах (Дюнайт, к югу от Лисберна) и получив подчинение от ольстерского короля Найла Мак-Дуиба Туинне. В 1012 году он снова напал на Ольстер и Кенел Конайлл.
В 1013 году Флайтбертах совершил набег на королевство Миде, которым правил бывший верховный король Маэл Сехнайлл Мак Домнайлл. Две армии встретились близ Келлса, но Маэл Сехнайлл отозвал свою армию без боя. Это, казалось бы, незначительное событие, по-видимому, заставило соседей Маэла Сехнайлла поверить в его слабость и уязвимость, и последовала война с Лейнстером и Дублином. Война закончилась в битве при Клонтарфе 23 апреля 1014 года, где был убит Бриан Борума, хотя его армия и армия Маэла Сехнайлла победили лейнстеров и дублинцев.

### Жизнь после битвы при Клонтарфе
После смерти Бриана Бору Маэл Сехнайлл и Флайтбертах предприняли ряд кампаний, которые восстановили Маэла Сехнайлла в качестве верховного короля Ирландии. Согласно книге «Cogad Gáedel re Gallaib», написанной во время правления верховного короля Муйрхертаха Уа Бриайна, внука Бриана Бору, в 1002 году, незадолго до того, как Брайан заменил Маэла Сехнайлла в качестве верховного короля, Маэлу Сехнайллу предложили уйти в отставку и уступить титул верховного короля Аэду Мак Домнайллу, королю Айлеха, дяде Флайтбертаха, в обмен на помощь против Бриана. Когадх утверждает, что Аэд Мак Домнайлл отказался. Что заставило короля Айлеха Флайтбертаха поддержать Маэла Сехнайлла в качестве верховного короля, неизвестно.
Маэл Сехнайлл скончался в 1022 году. Флайтбертах провел кампанию против королевства Миде в 1025 году, получив подкрепление от Дублина. Доннхад Мак Бриайн в 1026 году также совершил поход на Миде. В том же 1026 году Флайтбертах повторил свою вторжение в королевство Миде. Но Дублин, по-видимому, был легкой добычей для Найла Мак-Эохада, короля Ольстера, также совершившего набег на Дублин в 1026 году. В тот год был совершен набег на Ольстер, а на следующий 1027 год — на Кенел Конайлл.
Флайтбертаху к этому времени было уже за 50 лет. Его сын Домналл умер в 1027 году, а в 1030 году он отправился в паломничество в Рим, вернувшись домой в 1031 году. Отсюда он получил свое прозвище — Флайтбертах ан Тростаин, то есть Флайтбертах из посоха Пилигрима. В тот год Найл Мак Эохада совершил набег на Телах Ок, в то время как сын Флайтбертаха Аэд предпринял набег в отместку. Также в 1031 году Флайтбертах и Аэд совершили набег на южную часть Кенел Конайлл.
Примерно в это же время Флайтбертах отрёкся от престола в пользу своего старшего сына Аэда, который скончался 30 ноября 1033 года. Флайтбертах оставил своё уединение и снова стал королём. Хроники Инишфаллена сообщают: «Флайтбертах Уа Нейл снова взял Айлех, и север Ирландии подчинился ему по старшинству». Однако, возможно, что не смерть Аэда привела к тому, что Флайтбертах вернулся к власти, поскольку южные Анналы Инишфаллена помещают это событие только после смерти Домналла Уа Майл Дораида из Кенел Конайлл. Второе правление Флайтбертаха, по-видимому, прошло без особых событий. Флайтбертах скончался в 1036 году.
После смерти Флайтбертаха его потомков затмили их двоюродные братья из рода Мак Лохлайнн. Последний из рода был записан в хрониках в 1080-х годах, после чего они исчезли. Из-за этого некоторые ирландские учёные, такие как Фрэнсис Джон Бирн, считают, что истинные потомки О’Нила Ниалла Глундуба больше не имели никакой власти нигде в Ирландии, и что их предполагаемый потомок XII века, Аод ан Макаоим Тоинлеас (? — 1177), был неизвестного происхождения и только принял фамилию. Действительно, Аод был марионеточным королём, установленным верховным королём Ирландии Руайдри Уа Конхобайром, который разделил Кенел нЭогайн между родом Мак Лохлайнн и Аодом в 1167 году. Большинство нынешних носителей фамилии О’Нил утверждают, что их предком был шотландский клан Макнейл.